# 迎宾桥 (桂林)
迎宾桥位于广西桂林市区的榕湖饭店内，是一座中西合璧桥型为门式吊桥的桥，桥长35.50米，宽6.50米。
桥的桥型参照了匈牙利布达佩斯锁桥的简支钢箱梁桥，装修参照法国的“凯旋门”和中国特有的“吊桥”。

## 印象
迎宾桥是榕湖饭店供国宾出入的专用桥，为了结合周围桥梁，给外国游客留下深刻的印象，特意将中西风格相结合突出“迎宾”的含义，整座桥显得典雅美观，高大肃穆。桥从远看线条清晰、色调明快，近瞻则典雅大气。
迎宾桥南侧紧邻榕溪桥，东南侧有古榕双桥，西北丽泽桥、观漪桥、宝贤桥。

### 形象
桥的门塔和桥头柱的装修材料是出自湖南的灰白色汉白玉，典雅而庄重。装饰石板用角钢骨架干挂，避免了“留白”现象，坚固耐用，保持了整座桥自然天成、高雅洁白特色。
桥的门拱雕刻着七十五朵盛开的莲花栩栩如生，寓意友谊纯洁，和平长存。门顶则有中国五十六个民族兄弟姐妹的浮雕，形态多样，生动逼真，象征着中华民族的大团结及中国人民的热情好客。
桥的灯光装饰采用三种和谐的暖色调：橙红、橘黄、奶白。三种颜色渐进又不失层次，不花哨，营造出宁静、祥和的气氛

## 历史
- 旧桥是一座混凝土结构的简陋三孔小桥，桥两头用木头围基围住。
- 桂系将领白崇禧曾入住“桂庐”即旧桥的所在地。